# Primera República de Txecoslovàquia
La Primera República de Txecoslovàquia (txec/eslovac: Československá republika), és l'estat txecoslovac que va existir des de 1918 fins a 1938. Comunament s'anomenava Txecoslovàquia (Ceskoslovensko).
Va ser fundat oficialment a la ciutat lorena de Darney el 28 d'octubre de 1918 amb els territoris de Bohèmia i Moràvia (segregats d'Àustria pel Tractat de Saint-Germain-en-Laye) i d'Eslovàquia (sostret a Hongria pel Tractat del Trianon), la Silèsia txeca i la Rutènia Carpàtica a conseqüència del desmembrament de l'Imperi Austrohongarès després de la I Guerra Mundial. El primer president va ser Tomáš Garrigue Masaryk.
Després de 1933, Txecoslovàquia era l'única democràcia que funcionava a l'Europa central i oriental.
Sota la pressió de la minoria alemanya dels Sudets, recolzada per la veïna Alemanya nazi, l'1 d'octubre del 1938 Txecoslovàquia es va veure obligada a cedir la seva regió dels Sudets a Alemanya, com es recollia a l'Acord de Múnic (que la mateixa Txecoslovàquia no havia signat). També va cedir parts meridionals d'Eslovàquia i la Rutènia Carpàtica a Hongria i la regió de Zaolzie (Silèsia) a Polònia. El que va quedar de la Primera República Txecoslovaca, fou substituïda per la Segona República de Txecoslovàquia, estat que va durar menys de mig any abans que Alemanya l'acabés d'ocupar.

## Història

### Creació

Txecoslovàquia el 1928.

Durant molt temps la zona va formar part de l'Imperi Austrohongarès fins que es va produir el seu esfondrament a la fi de la Primera Guerra Mundial. Bohèmia i Moràvia, sota el domini austríac, eren centres industrials de parla txeca, mentre que Eslovàquia, que formava part d'Hongria, era una regió agrària desenvolupada de manera que les condicions eren molt més propenses al desenvolupament d'un moviment nacionalista a Txèquia que a Eslovàquia.
Al final de la Primera Guerra Mundial, i com a part del concebut en el Tractat de Saint-Germain-en-Laye, Txecoslovàquia va ser fundada d'una manera aliena als ciutadans dels dos països originals, el 28 d'octubre de 1918, com un dels estats successors de l'Imperi Austrohongarès. El nou estat va ser presidit per Tomáš Masaryk, qui va ser el seu primer president del 14 de novembre de 1918 al 14 de desembre de 1935. Va ser succeït en el càrrec pel seu estret aliat, Edvard Beneš.
La república estava formada pels territoris actuals de la República Txeca, Eslovàquia i (entre 1919 i 1939) Rutènia del Càrpat (breument independent com Ucraïna ciscarpàtica o Zakarpatská Ukraina). Va ser una república democràtica i pròspera durant el període d'entre guerres, però es va caracteritzar per problemes ètnics a causa del fet que les dues minories ètniques més grans (austríacs i eslovacs) no estaven satisfets amb la dominació política i econòmica dels txecs (bohemis i moraus), i que la majoria dels austríacs i hongaresos de Txecoslovàquia mai van estar d'acord amb la creació del nou estat.

### Període d'entreguerres
El període entre les dues guerres mundials va veure la florida de la democràcia a Txecoslovàquia. De tots els nous estats establerts al centre d'Europa després de 1918, només Txecoslovàquia conservava un govern democràtic fins que va esclatar la guerra. El 1920 es va instaurar la seva constitució que establia una democràcia parlamentària. La persistència de la democràcia suggereix que Txecoslovàquia estava millor preparada per mantenir la democràcia que altres països de la regió. Per tant, malgrat les disparitats regionals, el seu nivell de desenvolupament era molt més alt que la dels estats veïns. La població en general sabia llegir i escriure, i contenia els grups menys alienats. Sota el mandat de Masaryk, els polítics txecs i eslovacs van promoure condicions progressistes socials i econòmiques que van servir per calmar el descontentament.
El ministre de relacions exteriors Beneš es va convertir en el principal arquitecte de l'aliança de Txecoslovàquia, Romania i Iugoslàvia (la "Petita Entesa", 1921-1938) que el seu objectiu era mantenir la situació de la conca del Danubi, frenant els intents d'Hongria per recuperar les àrees perdudes. Beneš va treballar també en estreta col·laboració amb França. Molt més perillós era l'element alemany, que després de 1933 es va convertir en aliat dels nazis a Alemanya. El creixent sentiment d'inferioritat entre els eslovacs, que eren hostils als txecs, més nombrosos, va afeblir la unitat del país a la fi de 1930. Molts eslovacs van recolzar llavors un moviment nacionalista extrem, el Partit Popular Eslovac de Hlinka, i van donar la benvinguda a l'Estat Eslovac, titella de l'Alemanya nazi i creat en virtut del control de Hitler el 1939.